# Rudolf Krause (Mediziner, 1834)
Friedrich Rudolf Hermann Krause (auch Friedrich Hermann Rudolph Krause, * 30. September 1834 in Grätz, Provinz Posen; † 24. Juli 1895 in Schwerin) war ein deutscher Mediziner und Anthropologe.

## Leben
Rudolf Krause war der älteste Sohn des Pastors Cäsar Wilhelm Alexander Krause (1807–1862), der 1832 als Pastor in Grätz, 1840 als Propst von St. Berhardin in Breslau und 1856 als Hauptpastor von St. Nikolai in Hamburg wirkte.
Rudolf Krause besuchte die Realschule Zum Heiligen Geist und das Elisabet-Gymnasium in Breslau und studierte anschließend an der Universität Halle und der Universität Breslau Medizin, wo er 1858 zum Dr. med. promoviert wurde. Nach einer Verwendung als Militärärzt im hanseatischen Kontingent als Compagniearzt ging er an die Friedrich-Wilhelms-Universität Berlin, bildete sich bei Albrecht von Graefe ophthalmologisch weiter und eignete sich die von Graefe entwickelten augenkundlichen Operationstechniken an. Gegen Ende des Jahres 1860 ließ er sich in Hamburg als Arzt nieder und konnte hier bereits nach kurzer Zeit eine Reihe gelungener Augenoperationen nachweisen. 1864 nahm er als Freiwilliger am Zweiten Schleswig-Holsteinischen Krieg teil. Im Deutsch-Französischen Krieg von 1870 bis 1871 wurde er als Arzt der hamburgischen Kriegervereine abgeordnet und führte die ersten beiden Lazarettzüge nach Frankreich.
Rudolf Krause wurde 1874 Vorstandsmitglied im Verein für Kunst und Wissenschaft und leitete selbst über viele Jahre den Verein für öffentliche Gesundheitspflege, den Verein für Einführung der Feuerbestattung und den Verein für naturwissenschaftliche Unterhaltung zu Hamburg, der die vereinseigene Zeitschrift Verhandlungen des Vereins für Naturwissenschaftliche Unterhaltung zu Hamburg herausgab.
Er engagierte sich bereits um 1870 in der Gruppe Hamburg-Altona der Deutschen Anthropologischen Gesellschaft, beteiligte sich an zahlreichen Ausgrabungen und der Begründung einer hamburgischen Sammlung vorgeschichtlicher Altertümer.
Mit dem Ethnographen Johannes Dietrich Eduard Schmeltz veröffentlichte er 1881 eine Schrift über die ethnographisch-anthropologische Abtheilung des Museums Godeffroy in Hamburg.
Am 3. Februar 1881 wurde Friedrich Hermann Rudolph Krause in der Sektion Anthropologie, Ethnologie und Geographie unter der Matrikel-Nr. 2300 als Mitglied in die Deutsche Akademie der Naturforscher Leopoldina aufgenommen.
1891 zog er bereits schwerkrank nach Schwerin, wo er von seiner Ehefrau bis zuletzt gepflegt wurde. Sein Leichnam wurde nach Hamburg überführt und am 28. Juli 1895 in der Familiengruft auf dem St. Nicolaifriedhof in Hamburg beigesetzt.

## Schriften (Auswahl)
- De forma pelvis congenita. Dissertation Universität Breslau vom 27. Juli 1858, (Digitalisat)
- Über macrophale Schädel von den Neu-Hebriden. In: Verhandlungen des Vereins für Naturwissenschaftliche Unterhaltung zu Hamburg. Band IV, 1877, S. 100–136 (biodiversitylibrary.org).
- Ueber das normale Verhältniss von Naturwissenschaft und Philosophie. In: Verhandlungen des Vereins für Naturwissenschaftliche Unterhaltung zu Hamburg. Band V, 1883, S. 18–28 (biodiversitylibrary.org).
- Die Insel Rotumah und ihre Bewohner. In: Verhandlungen des Vereins für Naturwissenschaftliche Unterhaltung zu Hamburg. Band V, 1883, S. 149–153 (biodiversitylibrary.org).
- Craniometrische Studien. In: Verhandlungen des Vereins für Naturwissenschaftliche Unterhaltung zu Hamburg. Band VI, 1887, Die Bewohner des Viti-Archipels, S. 132–144 (biodiversitylibrary.org).
- Craniometrische Studien. In: Verhandlungen des Vereins für Naturwissenschaftliche Unterhaltung zu Hamburg. Neu-Britanien, S. 144–148 (biodiversitylibrary.org).
- Mit Johannes Dietrich Eduard Schmeltz: Die ethnographisch-anthropologische Abtheilung des Museum Godeffroy in Hamburg. Ein Beitrag zur Kunde der Südsee-Völker. L. Friederichsen & Co., Hamburg 1881 (Digitalisat).